# Phalacronothus ambulans
Phalacronothus ambulans är en skalbaggsart som beskrevs av Rudolph Petrovitz 1971. Phalacronothus ambulans ingår i släktet Phalacronothus och familjen Aphodiidae. Inga underarter finns listade i Catalogue of Life.